# Refstad IL
Le Refstad IL est un club de handball qui se situe à Oslo en Norvège. 

## Histoire
Fondé en 1946, le club émerge dans les années 1970 où il remporte trois titres de Champions de Norvège.
En 1985, le club fusionne avec le Veitvet Sportsklubb et se renomme le Refstad-Veitvet IL

## Palmarès
- Championnat de Norvège (3): 1974, 1977, 1978